# Albert Baertsoen
Albert Baertsoen, né Gand le 9 janvier 1866 et mort dans la même ville le 9 juin 1922 est un peintre impressionniste belge qui s'illustre également dans les domaines des eaux-fortes, du pastel et du dessin. Il commence sa carrière artistique à vingt ans au cercle L'Essor.

## Biographie

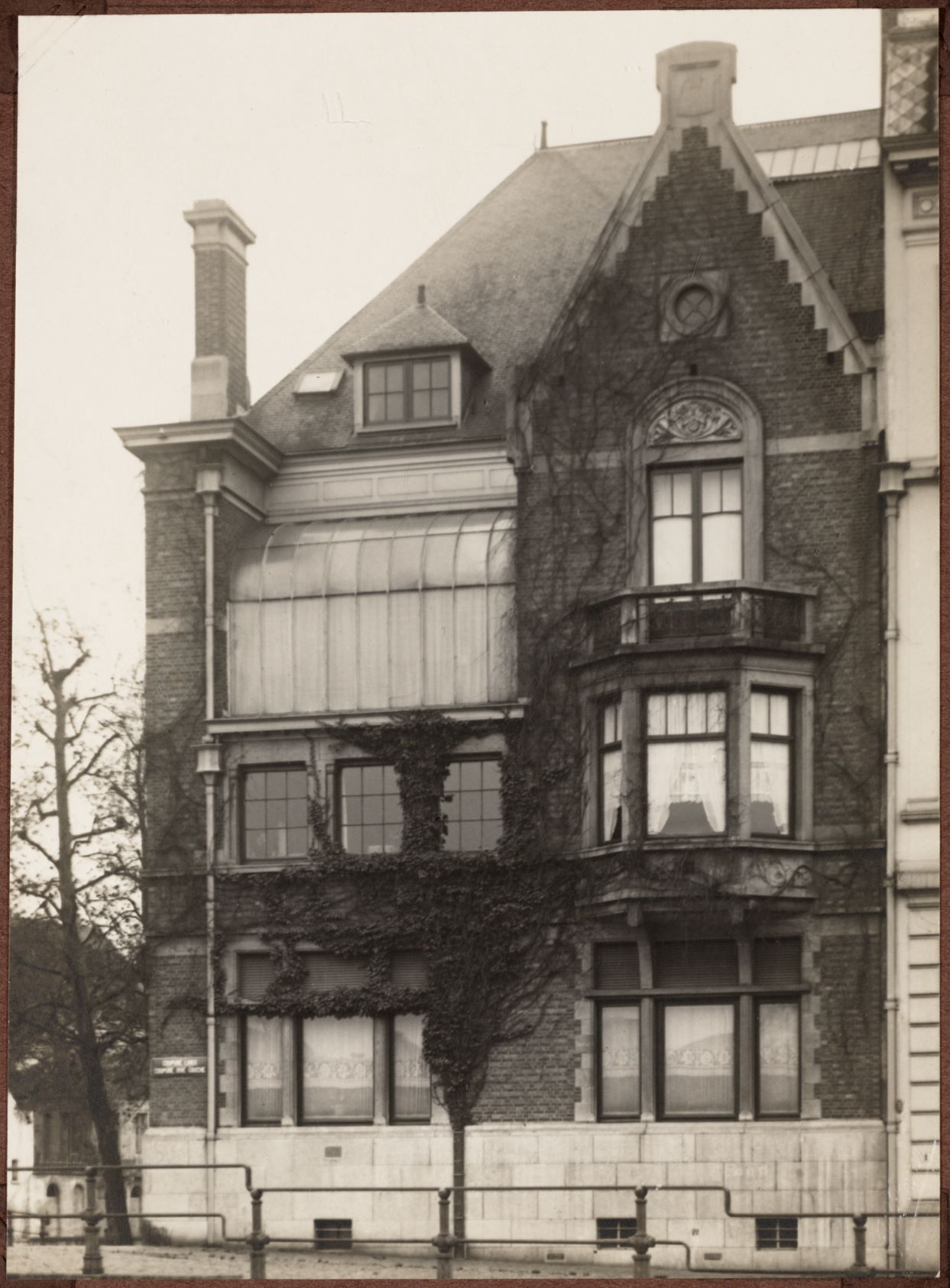
Maison du A. Baertsoen à Gand, sur la quai de Bijloke

### Famille et formation
Albert Baertsoen, né à Gand le 9 janvier 1866 dans une famille d'importants filateurs, est le fils d'Alfred Baertsoen (1839-1904) et de Wilhelmine Morel (1844-1939). Marthe Baertsoen (1868-1958), l'une de ses sœurs, épouse en 1887 le peintre Georges Buysse. Dès l'âge de 15 ans, il travaille, tout en poursuivant ses études, dans l'atelier de Gustave Den Duys, dont on retrouve l'influence dans ses œuvres. Dès 1882, il expose au Salon d'Anvers Bateau-dragueur. L'année suivante, il participe à une exposition tombola en faveur du monument d'Antoine Wiertz.
Jusqu'en 1884, Abert Baertsoen poursuit sa formation de peintre sous l'égide de Jean Delvin, professeur à Académie royale des beaux-arts de Gand. Après avoir dû, brièvement, s'occuper de l'entreprise familiale, Albert Baertsoen, grâce à l'aisance financière familiale, peut se consacrer entièrement à sa carrière artistique,,.

### Carrière
En 1885, il entre à Bruxelles dans le cercle artistique L'Essor et présente Novembre et Verger, fin d'été lors de l'exposition annuelle du cercle de 1885-1886. Il participe régulièrement aux expositions artistiques du Cercle artistique et littéraire de Gand, aux expositions triennales, de même qu'à l'exposition de 1887 du cercle aquarelliste Les Hydrophiles . À la même époque, Albert Baertsoen demeure longuement auprès des peintres de l'École de Termonde et rompt avec le réalisme.
Il expose Vue de l'Escaut au salon de Paris de 1887. Après l'obtention d'une médaille d'or au salon d'Anvers en 1888, il part à Paris se perfectionner dans l'atelier d'Alfred Roll, de retour en Belgique, il se marie à Bruxelles le 2 octobre 1890 avec Berthe Delstanche - dont il a un fils Jean (1895-1936) - et dont il divorce le 11 décembre 1901. Il se remarie, en 1905, Claire Neujean, fille du bourgmestre de Spa,.
Vers 1892, il organise avec Émile Claus et Constantin Meunier une exposition remarquée au Pulchri Studio de La Haye. Il peint alors des toiles impressionnistes dans la région de la Lys et à partir de 1893, année où il expose au Salon de Bruxelles et au Salon du Cercle des XIII, il produit une série de vues de Dixmude, Nieuport et Bruges.
En 1897, il se fait construire Le Fafner, un luxueux bateau-logement, sur un chantier naval de Jabon Frères à Amay (près de Huy), et pendant des années il part naviguer en Zélande à Terneuzen, Middelburg et surtout Veere qui sont devenus ses destinations de vacances préférées pendant l’été. Aux Pays-Bas, Dordrecht et Amsterdam ont également retenu son attention.
En juin 1899, il devient membre de la Société nouvelle de peintres et de sculpteurs fondée à Paris.
Ses amis artistes voient en lui un collègue passionné, qui se distingue tout au long de sa carrière par son talent d’organisateur et son aspiration à l’indépendance. Il est très demandé dans les cercles avant-gardistes comme La Libre Esthétique à Bruxelles, où il expose en 1901. Le Musée royal y acquiert son tableau Chaland sous la neige. Il expose également à la Sécession à Vienne et à la Biennale de Venise. C'est une personnalité bienveillante qui dispose d’un impressionnant réseau de contacts internationaux et qui use de son influence au profit de jeunes artistes talentueux. En 1905, il devient membre du cercle anversois L'Art Contemporain (Kunst van Heden).
De 1905 à 1908, il séjourne à Liège, où il représente des paysages industriels des environs la ville. Il semble n'avoir rarement travaillé autant en plein air qu’à cette époque,.
Il s'exile à Londres pendant la Première Guerre mondiale. Il y avait fait de fréquents séjours depuis 1890 et s’y sent chez lui. Selon ses habitudes, il représente le Bankside au bord de la Tamise, et les environs des ponts colossaux qui relient les deux parties de la ville.
Albert Baertsoen est atteint d'une maladie depuis février 1921, époque où la galerie Georges Giroux de Paris lui consacre une rétrospective. Il meurt à Gand le 6 juin 1922, à l'âge de 56 ans. Il est inhumé dans l'intimité au cimetière de Mont-Saint-Amand, et la reine Élisabeth envoie une gerbe de fleurs afin de la déposer sur sa sépulture.

## Œuvre

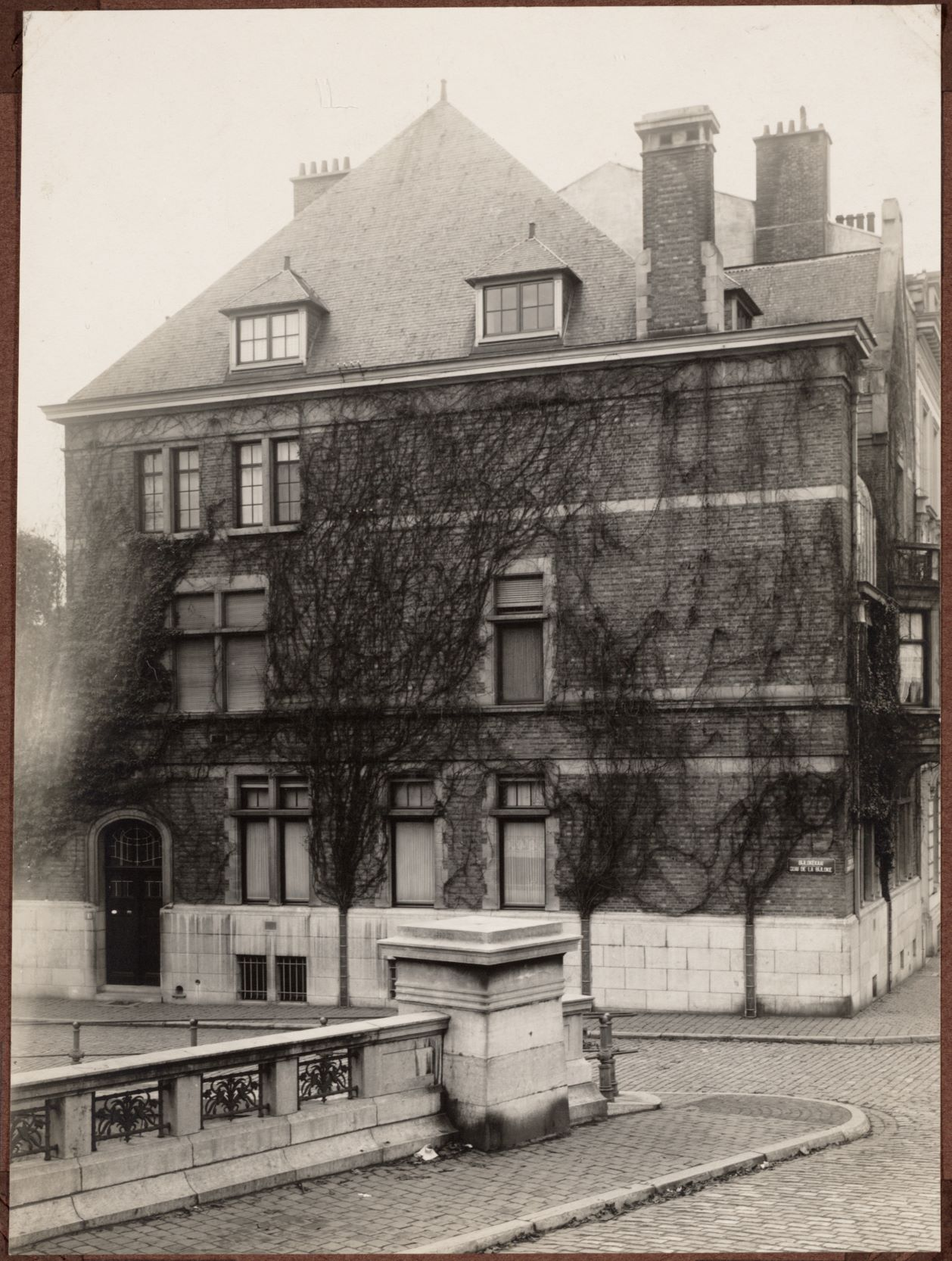
Maison du A. Baertsoen à Gand, sur la Coupure.

### Style artistique
À Gand, il a toujours habité l'endroit où il a vu le jour. Il a fait de sa maison natale son atelier, et de sa fenêtre il peut voir la rivière qui lui inspirera de nombreux tableaux.
Dans la presse internationale de son époque, Baertsoen est surnommé « le peintre de Gand », mais il n’est pas actif qu’à Gand. Adepte du pleinairisme, il travaille dans l’estuaire de l’Escaut, près de Doel, dans la seconde moitié des années 1880.
Entre 1886 et 1888, Albert Baetsoen travaille régulièrement dans la région de Dendre et dans la vallée de l'Escaut. Il est attiré par les peintres paysagistes comme Isidore Meyers et Jacques Rosseels actifs dans cette région. Baertsoen préfère les paysages tranquilles, dans lesquels les couleurs sobres créent une forte unité.
Il marque une prédilection pour les cours d'eau et les canaux, nombreux dans sa région. Nieuport, ville de Flandre à seize kilomètres d'Ostende, un de ses endroits préférés, à la jonction de six canaux de grande importance. Gand et Bruges l'inspirent aussi, de même que les rives de l'Escaut. Il étudie son environnement sous des points de vue insolites : dans le brouillard, par temps de pluie ou au crépuscule, de sorte que la scène acquiert parfois un caractère sombre et menaçant. Réalisé en 1902, Le Dégel est considéré comme son chef-d'œuvre. Cette toile impressionnante frappe par sa vision très réaliste d'un jour d'hiver à Gand, sur les bords de la Lys, que Baertsoen contemplait tous les jours. Il en existe deux versions : au Musée des beaux-arts de Gand et au Musée d'Orsay,.
Il a toujours des feuilles de dessin sous la main, sur lesquelles il trace des motifs à la mine de plomb qu'il développe dans des études virtuoses à l’huile. Ces croquis et ces études lui servent – selon ses dires – à apprendre « par cœur » le motif, une sorte de moyen mnémotechnique pour explorer ensuite la scène sélectionnée dans diverses versions et selon différentes techniques. Une fois l’œuvre terminée et exposée, il continue à se remettre en question et à coucher encore et encore le même thème sur la toile dans un format monumental.
Il est également connu sur la scène internationale en tant qu’aquafortiste : son œuvre gravé est peut-être l’aspect de son art qui lui vaut la plus grande notoriété aujourd’hui. Il pratique aussi avec succès le pastel et le dessin.

### Réception critique
Lors de sa mort, la critique du quotidien Le Soir rappelle : 

« Au seul prononcé de son nom, les sites urbains de Gand s'évoquent à notre esprit. Il fut vraiment le peintre de sa ville natale. Et quel peintre, amoureux des belles pâtes, solides et puissantes ! Une connaissance approfondie des valeurs lui permit de trouver les colorations parfois assourdies dont il se servit pour rendre les aspects multiples de l'atmosphère de sa ville natale : ces cieux lourds et voilés, qui éclairent d'une lumière mélancolique les chalands couverts de neige sommeillant sur les eaux noires[…]. Il fut un peintre de marines et de paysages, et toujours il sut empreindre ses créations du caractère de sa personnalité réfléchie et méditative. Les qualités de sobriété se retrouvent dans ses dessins, dans ses eaux fortes qui ne constituent pas la moindre partie de son œuvre totale. »

### Sélection d'œuvres
- Vue des environs de Termonde, 1887, huile sur toile, 171 × 186 cm, Musée des Beaux-Arts de Gand[10] ;
- Effet de lumière sur la mer, vers 1888, huile sur toile, 38 × 56 cm, Musée des Beaux-Arts de Gand[14] ;
- Sur la Tamise, Salon de Bruxelles de 1890, huile sur toile[15] ;
- Vieux canal flamand, 1894, huile sur toile, 55 × 78 cm, Musée d'Orsay, Paris[16] ;
- Nuages au-dessus de la mer, vers 1895, huile sur toile, 33 × 30 cm, Musée des Beaux-Arts de Gand[17] ;
- Matin de neige en Flandres. Cordiers sur les remparts, 1895, huile sur toile, 136 × 184 cm, Musée des Beaux-Arts de Gand[18] ;
- Soir à l'asile à Gand, 1896, huile sur toile, 88 × 120 cm, Collection privée[19] ;
- Le Béguinage de Courtrai, 1896, pastel sur papier, 60 × 80 cm, Collection privée[20] ;
- Petite place en Flandre, 1897, 109 × 183 cm, Musée royal des Beaux-Arts d'Anvers[21] ;
- Soir sur l'Escaut, vers 1897, huile sur toile, 187 × 301 cm, Collection privée[22] ;
- Petite cour en Flandre au crépuscule, 1899, huile sur toile, 141 × 108 cm, Musée d'Orsay, Paris[23] ;
- Chalands sous la neige, 1901, pastel sur toile puis huile, 140 × 192 cm, Musée royal de Bruxelles[8] ;
- Le Dégel à Gand, vers 1902, huile sur toile, 118 × 167 cm, Musée des Beaux-Arts de Gand[11] ;
- Gand, dégel, 1902, huile sur toile, 139 × 165 cm, Musée d'Orsay, Paris[12] ;
- Gand le soir, 1903, huile sur toile, 151 × 155 cm, Musée royal de Bruxelles[24] ;
- Bateau sur la Meuse, 1907-1908, huile sur toile, 40 × 46 cm, Musée des Beaux-Arts de Gand[25] ;
- Nuit sur le canal, reflets, Salon de Bruxelles de 1910[26] ;
- Soir sur les quais, Gand, 1912, huile sur toile, 135 × 190 cm, Musée royal de Bruxelles[27] ;
- Bankside. Effet de pluie, Londres, 1916, huile sur toile, 114 × 109 cm, Collection privée[28] ;
- Vue sur le Hungerford bridge à Londres, 1918, huile sur toile, 88 × 120 cm, Collection privée[29] ;
- Ferme flamande, le soir, Gray (Haute-Saône), musée Baron-Martin[30].

Galerie d'œuvres d'Albert Baertsoen.
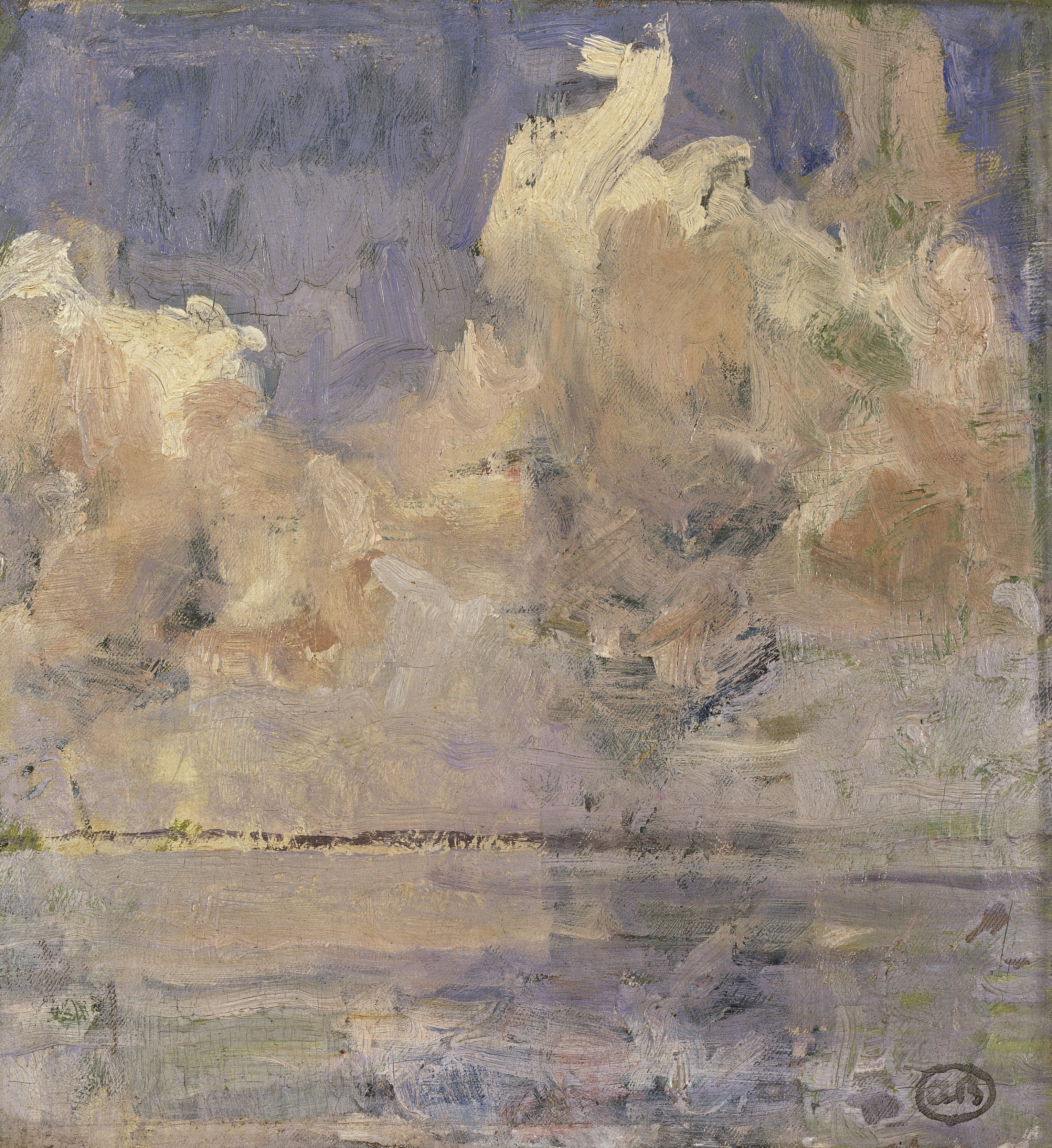
Nuages au-dessus de la mer, vers 1895 Musée des Beaux-Arts de Gand.
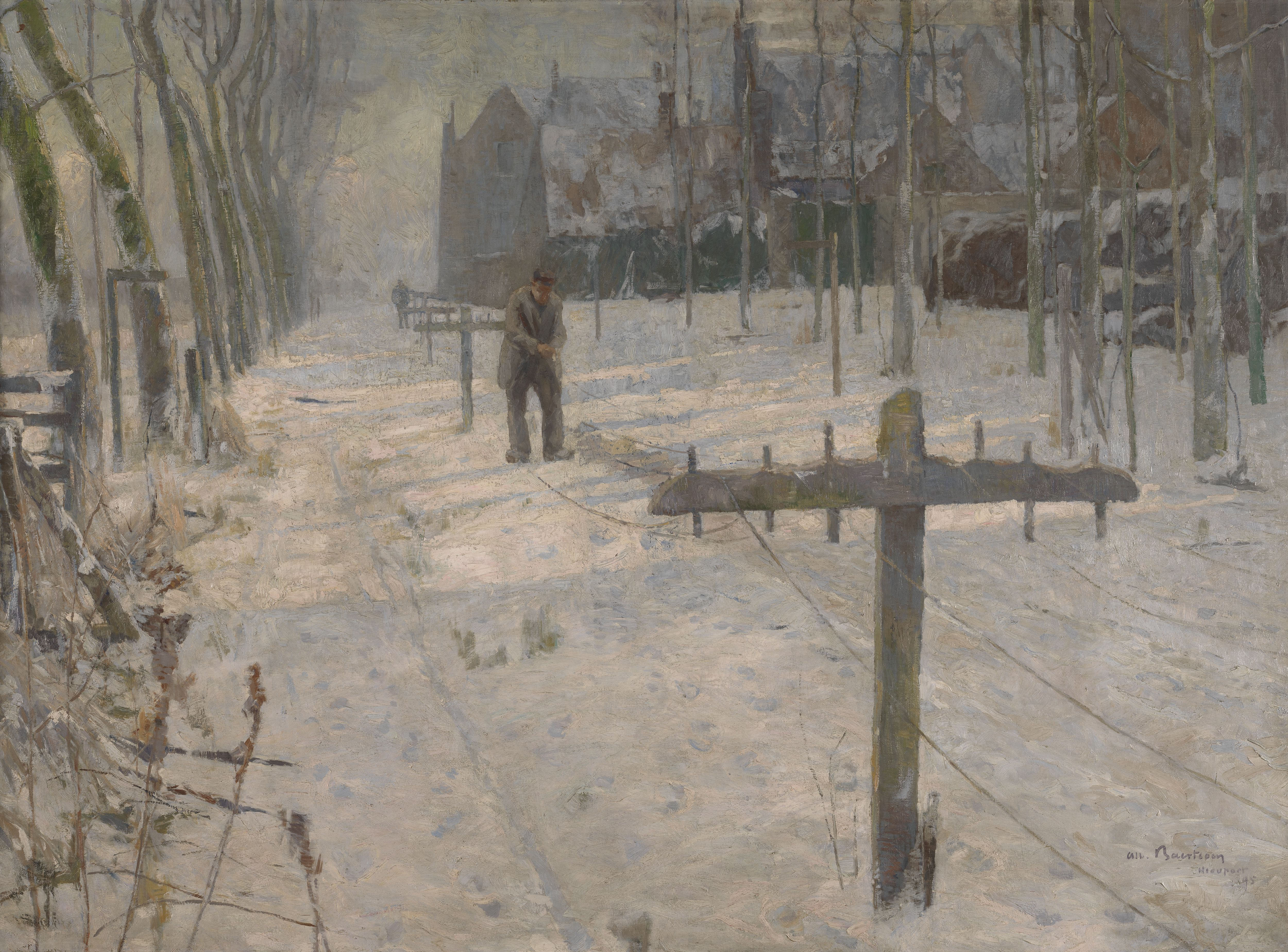
Matin de neige en Flandres. Cordiers sur les remparts, 1895 Musée des Beaux-Arts de Gand.
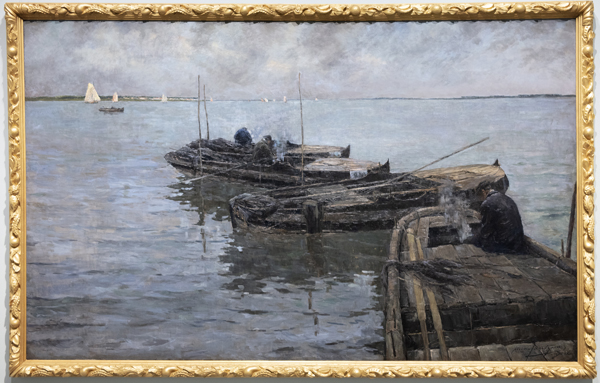
Soir sur l'Escaut, vers 1897 Collection privée.
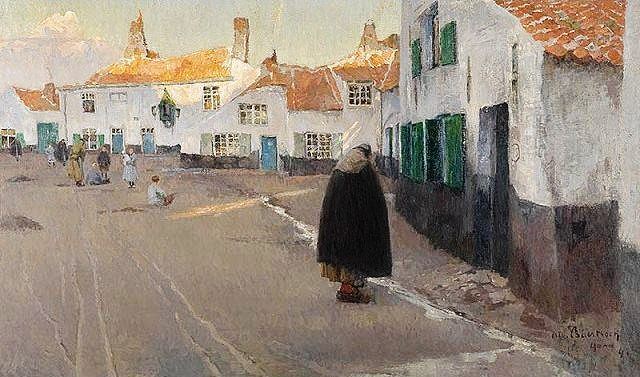
Petite place en Flandre, 1897 Musée royal des Beaux-Arts d'Anvers.
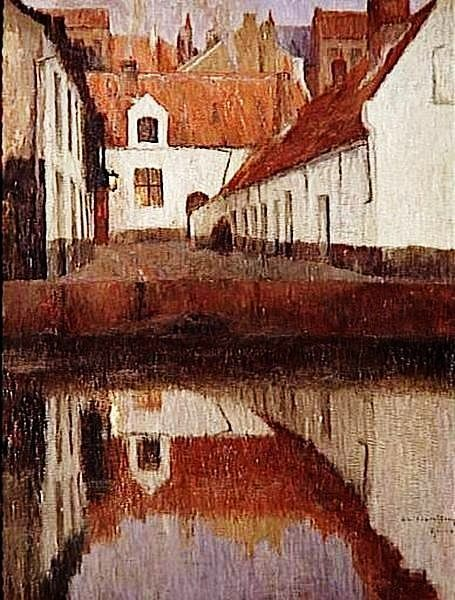
Petite cour en Flandre au crépuscule, 1899 Musée d'Orsay, Paris.
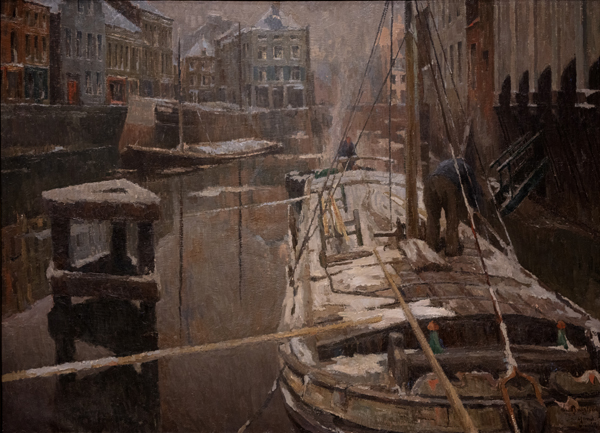
Chalands sous la neige, 1901 Musée royal de Bruxelles.
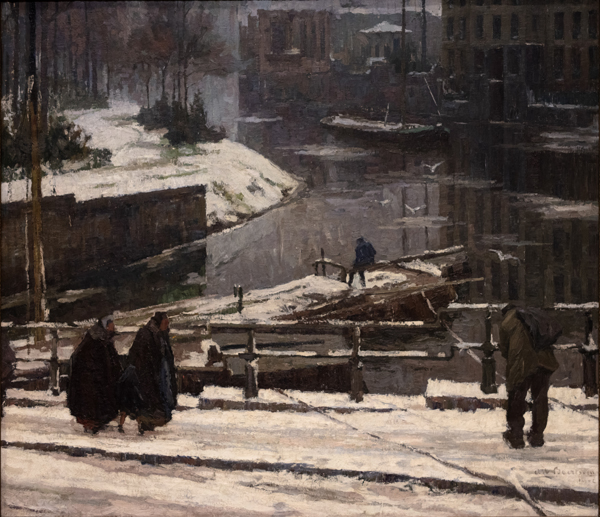
Le Dégel à Gand, vers 1902 Musée des Beaux-Arts de Gand.
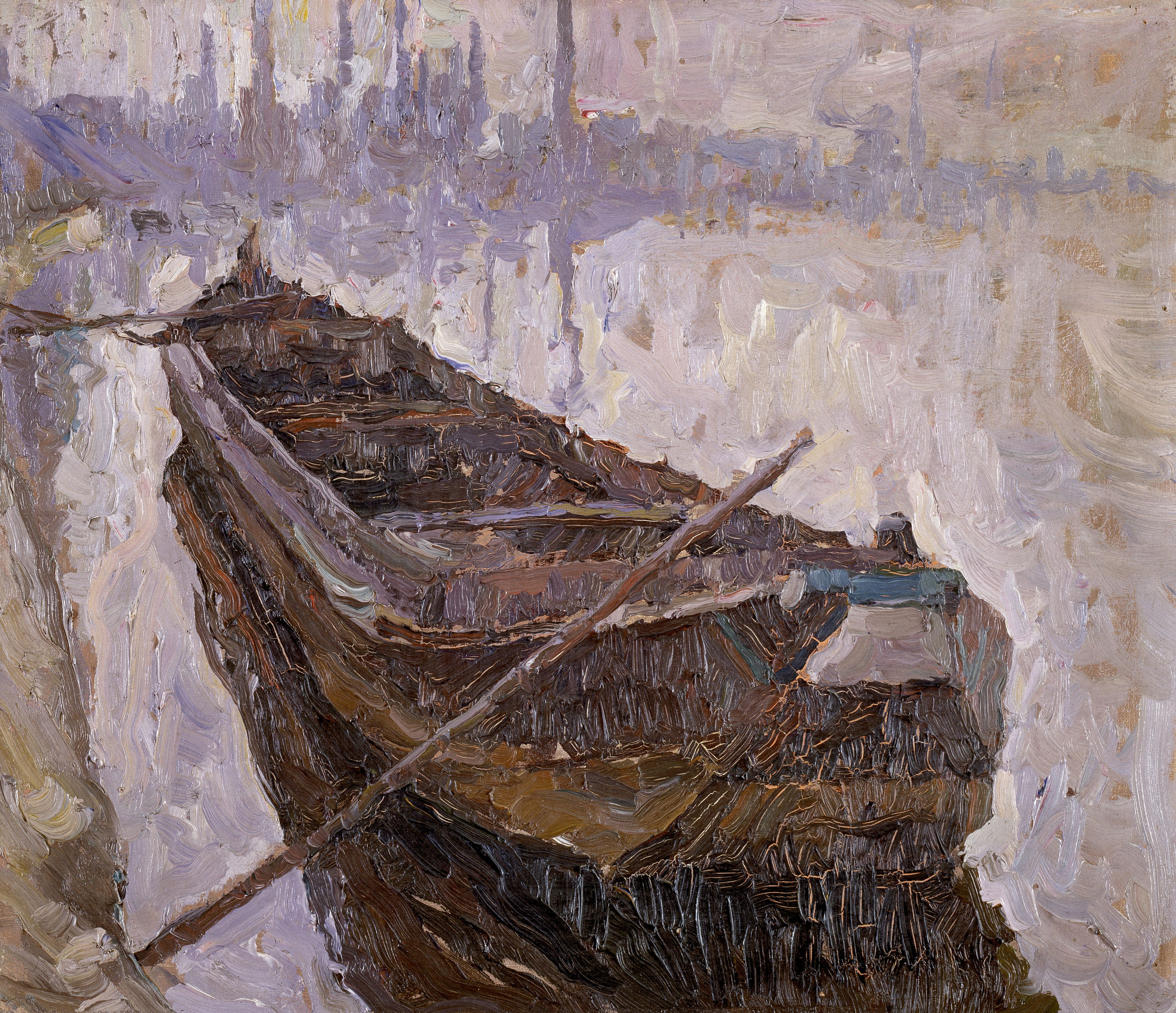
Bateau sur la Meuse, 1907-1908 Musée des Beaux-Arts de Gand.
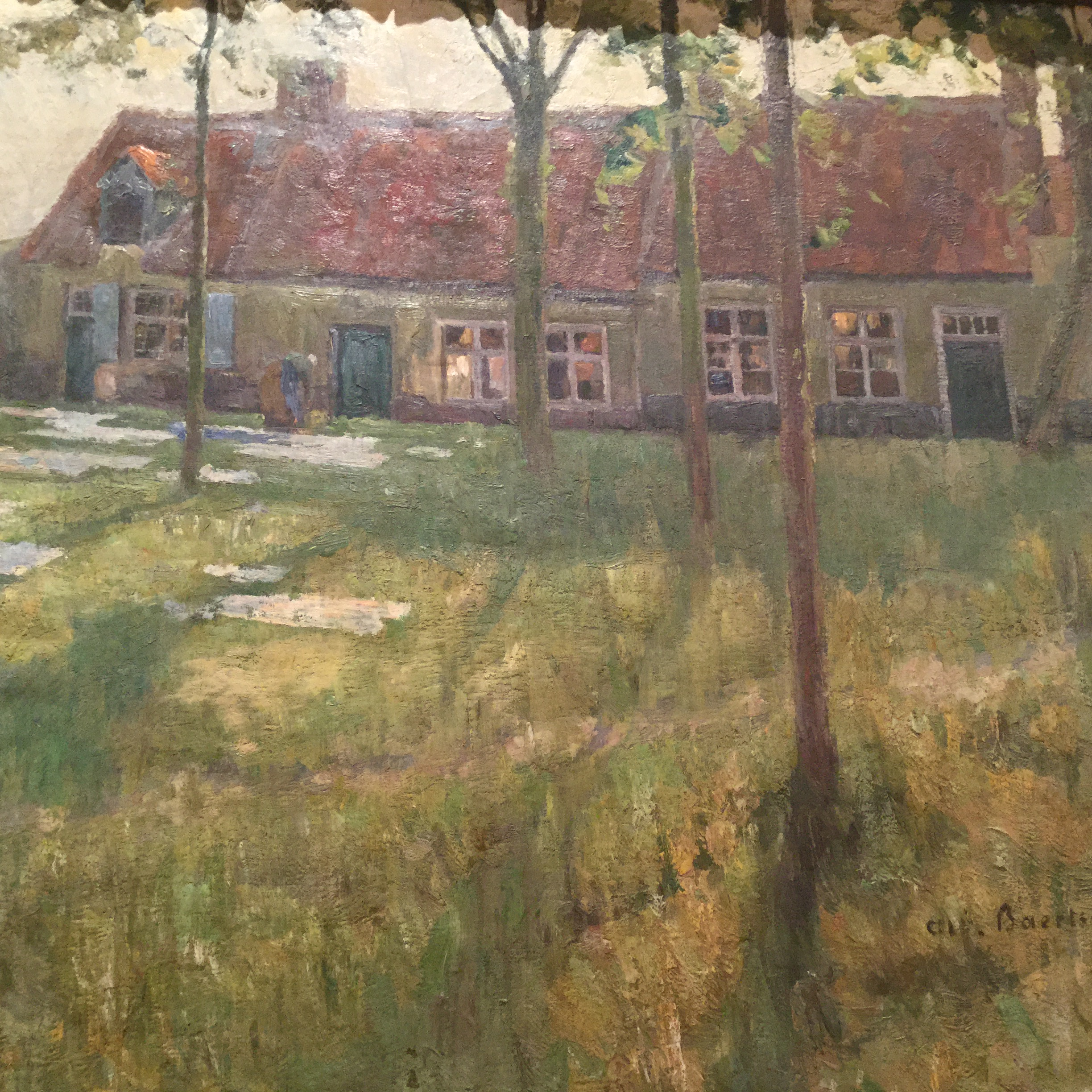
Ferme flamande, le soir, huile sur toile, Musée Baron-Martin.

### Rétrospectives
Après la mort du peintre, de nombreuses expositions lui sont partiellement ou intégralement consacrées. Parmi les événements les plus marquants, figurent le Salon de Gand de 1925, qui propose aux visiteurs 61 œuvres d'Albert Baertsoen, une rétrospective de ses dessins à Bruxelles en 1932, une rétrospective à Gand en 1972 qui inclut 174 numéros, sans oublier la présence de ses travaux dans maintes expositions en Europe, en Égypte et aux États-Unis tout au long du XXe siècle. En 2022, le Musée des Beaux-Arts de Gand organise, pour la première fois depuis 50 ans, une rétrospective intitulée « Albert Baertsoen, le peintre de Gand », consacrée à sa carrière de peintre, de dessinateur et de graphiste, illustrée par des toiles en provenance de musées belges et français, de même que de collections privées.

## Distinctions
- Chevalier de l'ordre de Léopold le 8 mai 1896[31] ;
- Commandeur de l'ordre de la Couronne (6 décembre 1919)[32] ;
- Chevalier de la Légion d'honneur[3] ;
- Commandeur de l'ordre d'Orange-Nassau[3].